# Bucht von Buka
Die Bucht von Buka liegt an der Timorsee, im Südwesten der Insel Roti, die zu den Kleinen Sundainseln gehört. Das Ufer gehört zum Distrikt Rote Barat Daya. An der Küste liegt auch der Distriktshauptort Batutua. Am Ostende der Bucht liegt die Insel Lai, im Süden umrahmt die Bucht die Insel Manuk.